# Kováts Adél
Kováts Adél (Kapuvár, 1962. június 18. –) Kossuth- és Jászai Mari-díjas magyar színésznő, színigazgató, a Halhatatlanok Társulatának örökös tagja.

## Életpályája
Kétéves koráig Csapodon éltek, majd családjával Sopronba költöztek. 1983-ban végzett a Színház- és Filmművészeti Főiskola operett-musical szakán. Pályáját a Nemzeti Színházban kezdte, ahol 1991-ig prózai szerepeket alakított, de vendégként operettekben, musicalekben is fellépett. 1992-ben szabadfoglalkozású művész volt egy évig, 1993-ban a Radnóti Miklós Színház tagja lett. 2016 februárjától a színház igazgatója. 2015-ben a Forbes őt választotta a 3. legbefolyásosabb magyar nőnek a kultúrában, 2019-ben a 6. helyen volt.
Férje Kováts Tibor balettművész, lányuk Kováts Laura Rozália író.

## Színpadi szerepei
A Színházi adattárban regisztrált bemutatóinak száma: 92. Ugyanitt huszonegy színházi fotón is látható.
- Heltai Jenő-Várady Szabolcs-Darvas Ferenc: Naftalin...Patkány Etus
- William Shakespeare: Szentivánéji álom....Hermia
- Arthur Miller: Pillantás a hídról....Cathrine
- Machiavelli: Mandragóra....Lucrezia
- Heltai Jenő: A néma levente....Zilia
- Hervé: Nebáncsvirág....Denise
- Anderson–Ulvaeus–Rice: Sakk....Florence
- Kacsóh Pongrác: János vitéz....Francia királylány
- Hamvai Kornél: Castel Felice....Hölgy
- Carlo Goldoni: Csetepaté Chioggiában....Lucietta
- Vajda Katalin: Anconai szerelmesek....Drusilla
- Békés Pál–Rozgonyi Ádám: Szegény Lázár....Anita
- Shakespeare: Rómeó és Júlia....Júlia
- Molière: Tartuffe....Mariane
- Szép Ernő: Vőlegény....Kornél
- Szörényi Levente–Bródy János: István, a király....Gizella
- Sütő András: Szuzai menyegző....Éanna
- Csehov: Ványa bácsi....Jelena Andrejevna
- Hunyady Sándor: Bakaruhában....Vilma
- Borisz Paszternak: Doktor Zsivago....Tonya
- Zágon István–Nóti Károly: Hyppolit, a lakáj....Mimi
- Csehov: Cseresznyéskert....Ánya
- Pirandello: IV.Henrik....Matilde Spina őrgrófnő
- Ibsen: Solness építőmester....Aline Solness
- Gavault-Charvay: A csodagyermek....Berthe
- Eduardo de Filippo: Nápolyi kísértetek....Armida
- Ingmar Bergman: Rítus....Thea
- Darvasi László: Störr kapitány....Lizzy
- Schikaneder: Varázsfuvola....Éj királynője
- Gábor Andor: Dollárpapa....Kató
- Csepreghy Ferenc: A piros bugyelláris....Zsófi
- Barta Lajos: Szerelem....Lujza
- Zsolt Béla: Erzsébetváros....Lici
- George Bernard Shaw: Sosem lehet tudni....Dolly
- Marivaux: Véletlen szerelmek komédiája....Silvia
- Henrik Ibsen: Rosmersholm....Rebekka West
- Németh Ákos: Anita, avagy a szenvedély....Kitty
- Victor Hugo: A király mulat....Blanka
- Molnár Ferenc: Delila....Ilonka
- Páskándi Géza: A szélmalom lakói....Boriska
- Makszim Gorkij: Jegor Bulicsov és a többiek....Antonyina
- Molière: Tudós nők....Henriette
- Szabó György: Kun László szerelmei....Izabella
- Illyés Gyula: Testvérek....Julinka
- Lars von Trier: A Főfőnök....Lise
- Tennessee Williams: A vágy villamosa (Blanche)
- Csiky Gergely: Buborékok....Szidónia

## Filmjei

### Játékfilmek
- Vőlegény (1982)
- Te rongyos élet (1983)
- Akli Miklós (1986)
- Napló szerelmeimnek (1987)
- Dráma a vadászaton (1987)
- Zuhanás közben (1987)
- Hol volt, hol nem volt (1987)
- Piroska és a farkas (1988)
- Napló apámnak, anyámnak (1990)
- A nyaraló (1992)
- A magzat (1993)
- Köd (1994)
- Csocsó, avagy éljen május elseje! (2001)
- A Hídember (2002)
- A rózsa énekei (2003)
- Magyar vándor (2004)
- A temetetlen halott (2005)
- Metamorfózis (2006)
- Szerafina (2007)
- A remény (2009)
- Szélcsend (2009)
- Halj már meg! (2016)
- Budapest Noir (2017)
- Affrikáta (2022)
- Hősnők – Kéthly Anna és Slachta Margit története (2024)

### Tévéfilmek
- Békestratégia (1983)
- Csodatopán (1984)
- Hoffmann meséi (1984)
- A téli csillag meséje (1984)
- Ember és árnyék (1985)
- Békestratégia (1985)
- A kertész kutyája (1986)
- Hajnali párbeszéd (1986)
- A varázsló álma (1986)
- Éjféli színjáték (1986)
- A montmartrei ibolya (1988)
- Czillei és a Hunyadiak (1988)
- A trónörökös (1989)
- Nyomozás a Kleist-ügyben (1989)
- Eszmélet (1989)
- Freytág-testvérek (1989)
- Tükörgömb (1990)
- Peches ember ne menjen a jégre (1990)
- Angyalbőrben (1990)
- Privát kopó (1992)
- Pisztácia (1996)
- Nemkívánatos viszonyok (1997)
- Sok hűhó Emmiért (1997)
- Mikor síel az oroszlán? (2001)
- Életképek (2004)
- Presszó (2008)
- Osváth a Radnóti Színházban
- Ármány és szerelem anno 1951 (2011)
- Hacktion: Újratöltve (2013)
- Terápia (2014)
- A merénylet (2018)

## CD-k, hangoskönyvek
- Felix Salten: Bambi (2018)[8]

## Díjai, elismerései
- TV- és filmkritikusok díja (1988)
- Rajz János-díj (1989)
- Jászai Mari-díj (1992)
- Plovdivi tv-fesztivál legjobb alakítás díja (1997)
- Gundel művészeti díj (2001)
- Súgó Csiga díj (2002)
- Radnóti Nokia-díj (2004)
- A Magyar Köztársasági Érdemrend tisztikeresztje (2005)
- Ivánka Csaba-díj (2008)
- Kossuth-díj (2009)
- Színikritikusok Díja  (2012) – A legjobb női főszereplő (Vágyvillamos, Radnóti Színház)
- Budapestért díj (2012)
- Páger Antal-színészdíj (2023)[9][10]
- Budapest XIII. kerület díszpolgára (2023)[11]
- Friss Hús Budapest Nemzetközi Rövidfilmfesztivál – A legjobb színész díja (2023)[12]
- A Halhatatlanok Társulatának örökös tagja (2025)